# Joshuu 701-gô: Sasori
女囚７０１号　さそり, Joshuu 701-gô: Sasori ("Female Convict 701: Scorpion", o "Female prisioner 701: Scorpion" en inglés) es una película japonesa del 25 de agosto de 1972 hecha por Toei Company, basado en el manga de Tōru Shinohara. El género es "Pinky violence", mujeres en prisión, mafia, venganza, drama, acción.

## Argumento
Después de haber sido capturada cruelmente por un detective deshonesto llamado Sugimi (Isao Natsuyagi) del que estaba enamorada, Nami Matsushima, conocida como Matsu la escorpión (Meiko Kaji), es sentenciada a realizar duros trabajos en una prisión de mujeres, que está controlada por guardas sádicos y pervertidos. En la prisión hay 700 prisioneras, haciendo que Matsu sea la número 701.  
El delito de Matsu fue intento fallido de apuñalamiento a Sugimi, a un paso de la Dirección General de policía de Tokio, porque el la utilizó para ganarse el favor de Yakuzas (mafia japonesa).
Una vez en prisión, ella conoce a Yuki Kida (Yayoi Watanabe) que fue juzgada de fraude y robo,  Otsuka  (Akemi Negishi), encarcelada por robo y extorsión, y Katagiri (Rie Yokoyama) que ha sido imputada por incendio.
Fuera, Sugimi y yakuzas traman un plan en el que Nami Matsushima sucumbirá a una muerte accidental en la prisión. Para ello, utilizarán la ayuda de la presidiaria Katagiri, pero el plan fallará. Esto  acrecentará el deseo de venganza de Matsu, que aprovechando un motín en la cárcel, escapa y mata a Sugimi y a todos los Yakuza, para finalmente volver a la cárcel por su propia voluntad.

## Secuelas
- Joshû Sasori: Dai-41 zakkyo-bô (女囚サソリ・第41雑居防）(1972)
- Joshû Sasori: 701-gô urami-bushi (女囚サソリ・701号恨み節）(1973)
- Joshû Sasori: Kemono-beya (女囚サソリ・けものー屋）(1973)